# Batalla de Kirkuk de 2017
La batalla de Kirkuk va començar el 15 d'octubre de 2017, quan l'Exèrcit Iraquià i les Forces de Mobilització Popular (PMU per les sigles en anglès) van iniciar una ofensiva per prendre el control de la Governació de Kirkuk, enclavament amb importants reserves de petroli, en mans del Govern Regional del Kurdistan.

## Antecedents
El règim iraquià, als anys 1970, va impulsar una reforma administrativa en què es va canviar, entre d'altres, el nom de la governació de Kirkuk, que també fou dividida en dos amb la intenció d'alterar la composició ètnia i obtenir una majoria àrab. El govern iraquià va expulsar fins a 500.000 als kurds i als assiris de Kirkuk i altres pobles de la regió. Els turcmans van donar suport al govern. Els refugiats van haver d'emigrar a les províncies del nord i van ser enviats milers d'àrabs a la governació, en el que es coneix com a arabització, que va durar fins a la caiguda del règim de Saddam Hussein. Amb la invasió estatunidenca el 2003 i el control del territori per l'exèrcit dels Estats Units, molts d'aquests refugiats van anar tornant per a recuperar les seves possessions.
L'ofensiva arriba després que se celebrés el referèndum sobre la independència del Kurdistan, on els votants van recolzar majoritàriament de la independència. Aquest, però, va ser il·legalitzat i rebutjat a nivell internacional. L'Iraq, l'Iran i Turquia van ésser els països més bel·ligerants, emetent diversos comunicats instant al govern regional a cancel·lar el referèndum i, més tard, un cop realitzat, els resultats. Davant la negativa kurda a renunciar al dret a l'autodeterminació que s'exigia a nivell regional, els països fronterers van realitzar diversos exercicis militars i tancar l'espai aeri per a pressionar el govern kurd.
El 12 d'octubre els governs d'Iraq i l'Iran van emetre ultimàtums al govern regional kurd exigint la retirada de les forces de seguretat kurdes (Peixmerga) de la ciutat de Kirkuk. L'Iran, addicionalment, va desplegar forces paramilitars prop de la ciutat per a assistir les forces iraquianes en cas d'ofensiva. Aquests moviments van ser contestats amb el desplegament de Peixmerga kurds a la ciutat per a defensar-la.

## Esdeveniments
El 15 d'octubre de 2017, les forces iraquianes van llançar una operació per prendre la Base Aèria K-1 prop de Kirkuk. Mentre els mitjans estatals iraquians informaven que les unitats iraquianes no havien trobat inicialment cap oposició per prendre l'àrea, el govern regional kurd va declarar que encara estava sota el seu control. Mitjans kurds van informar, posteriorment, que les unitats Peixmerga s'havien enfrontat a les PMU al sud de Kirkuk, prop de Tuz Khurmatu.
El 16 d'octubre de 2017, les forces iraquians van continuar avançant, sobre Baba Gargar. A Tuz Khurmatu, dues persones van morir durant els enfrontaments. Més tard, l'exèrcit iraquià va anunciar que havia pres el control total de la ciutat. La població turcmana de Kirkuk, va celebrar la victòria. Les unitats Peixmerga vinculades al partit Unió Patriòtica del Kurdistan (UPK) van arribar a un acord amb les forces del govern iraquià per abandonar de les seves posicions a Kirkuk, però algunes unitats afiliades al Partit Democràtic del Kurdistan (PDK) van continuar resistint l'avanç i es van reagrupar en posicions properes a la ciutat de Dibis, juntament amb milicians del Partit dels Treballadors del Kurdistan (PKK) i les seves branques armades, les Forces de Defensa del Poble (HPG) i la Unitat Femenina Lliure (YJA-STAR). Mitjans kurds van publicar que el grup Hashd al-Shaabi, integrat a les PMU iranianes, van decapitar 10 Peixmerga.

## Conseqüències

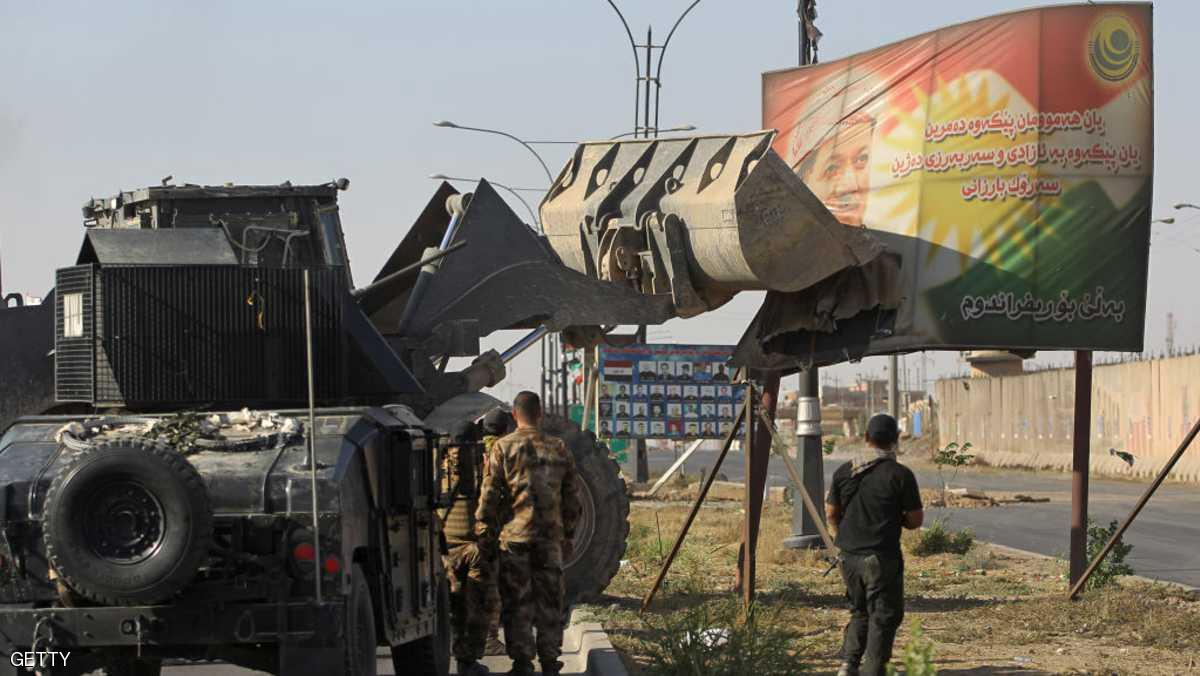
Soldats iraquians arrenquen pòsters amb la bandera de Kurdistan i la imatge de Masud Barzani, el 16 d'octubre de 2017

El 16 d'octubre, The Guardian va publicar imatges que mostraven grans fluxos de refugiats kurds que fugien de Kirkuk en cotxes. El 19 d'octubre, Nawzad Hadi, governador d'Arbela, capital del Govern del Kurdistan del Sud, va dir a uns periodistes que aproximadament 18.000 famílies de Kirkuk i Tuz Khurmatu s'havien refugiat a Arbela i Sulaymaniyya, dins del territori del KRG. Un ajudant de Hadi va afegir a l'agència de notícies de Reuters que el nombre total de persones desplaçades era d'unes 100.000. La xifra no es va poder verificar de forma independent. Hemin Hawrami, ajudant sènior del president Masoud Barzani, va dir en una piulada a Twitter que 57.000 famílies de Kirkuk necessitaven "assistència immediata" després d'arribar a les províncies d'Arbela, Sulaymaniyya i Duhok. Va afegir que la gent havia fugit de la "violència, el saqueig i els delictes" perpetrats per les Forces de Mobilització Popular (PMF), unitats paramilitars integrades majoritàriament per milícies xiïtes entrenades per l'Iran. Un refugiat va dir a Al-Jazeera que havien fugit perquè "durant la nit surten i apallissen als joves". Les Nacions Unides van donar a conèixer que "estava preocupada pels informes sobre la destrucció i el saqueig de cases, empreses i oficines i desplaçaments forçats de civils, predominantment kurds", i va instar a que els autors siguin portats davant la justícia.
El 19 d'octubre, es va informar que les oficines d'assistència de les Nacions Unides van rebre informes que a la ciutat de Tuz Khurmatu es van cremar 150 cases i 11 més van ser derrumbades, mentre que les oficines dels partits polítics kurds locals que havien donat suport a la independència kurda van ser assaltades. El primer ministre al-Abadi va descriure els incidents com a causa d'allò que ell va anomenar "elements extremistes d'ambdós costats". La milícia xiita Hashd al-Shaabi va declarar que havia detonat i cremat cases kurdes, vestits amb uniformes de la policia federal iraquiana.
El 25 d'octubre, Reuters va informar que les organitzacions humanitàries van estimar que la quantitat desplaçats de la ciutat de Tuz Khurmatu era de 30.000 habitants, d'un total de 100.000 que hi vivien; Amnistia Internacional va publicar "imatges, videos, fotos i dotzenes de testimonis demostraven els saquejos, incendis i destrucció de centenars de propietats, en el que semblava un atac dirigit a unes 100.000 persones d'origen kurd". Segons un gerent d'Oxfam, els refugiats kurds de Tuz Khurmatu es van quedar a llocs oberts i públics com ara mesquites i escoles. Amnistia Internacional va dir que almenys 11 persones havien estat assassinades.

## Reaccions
- Iraq: en un comunicat, el govern iraquià va acusar el govern kurd de portar militants del Partit dels Treballadors del Kurdistan (PKK) a la província disputada de Kirkuk, una acció considerada com a "declaració de guerra".[21]
- Kurdistan iraquià: el vicepresident del Govern Regional del Kurdistan Kosrat Rasul va anomenar les forces iraquianes a Kirkuk i altres zones una "ocupació". Per aquestes declaracions, el Tribunal Suprem d'Iraq va ordenar el seu arrest immediat.[22]
- Turquia: en un comunicat del 16 d'octubre de 2017, el ministeri va dir que Turquia supervisava de prop els passos de l'Iraq per restablir la seva sobirania sobre Kirkuk, "terra natal de turcmans durant segles", després del referèndum il·legítim realitzat setmanes abans.[23]
- Coalició Internacional Contra Estat Islàmic (CJTF–OIR): en una declaració del 16 d'octubre de 2017, la coalició va anunciar que les forces i els assessors de la coalició no donaven suport a les maniobres del Govern del Govern del Iraq ni del Kurdistan a prop de Kirkuk i van instar fermament a ambdues parts a rebaixar les tensions.[24]